# ピエール2世 (ブルボン公)
ピエール2世（Pierre II, 1438年12月1日 - 1503年10月10日）は、ブルボン公（1488年 - 1503年）。ヴァロワ朝期のブルボン家の人物で、父はブルボン公シャルル1世、母はブルゴーニュのジャン無畏公の娘アニェス。

## 生涯
1473年にフランス王ルイ11世の12歳の娘アンヌと結婚した。1483年にルイ11世が死去し、アンヌの弟シャルル8世が13歳で即位すると、妻と共に摂政を務めた。
1488年に長兄ジャン2世が子供なしに死去し、リヨン大司教であった三兄シャルル2世が後を継いだものの同年に死去したため、ピエール2世がブルボン公となり所領を相続した。
アンヌとの間に1男1女をもうけた。
- シャルル（1476年 - 1498年） - クレルモン伯
- シュザンヌ（1491年 - 1521年）

唯一の男子シャルルが早世したため、1503年にピエール2世が死去すると娘シュザンヌが相続人となった。2年後の1505年にシュザンヌはブルボン家傍系のシャルル・ド・ブルボン＝モンパンシエと結婚し、公位が継承された。